# Aguascalientia minuta
Aguascalientia minuta es una especie extinta de camellos miniatura que vivió en lo que es actualmente el canal de Panamá, fue encontrado en la Formación Las Cascadas. Esta especie junto a Aguascalientia panamaensis representan el registro más antiguo de este género en latitudes tan Sur, de aquí que se interprete una clara conexión entre lo que es actualmente México y Panamá.

## Descripción
La floridatragulina más pequeña conocida. Se diferencia de todas las demás especies de Aguascalientia en tener un diastema c1-p1 más corto que la longitud de m², y un pliegue esmaltado en la parte anterior de la fosetida posterior de m².

## Etimología
"Minuta" del latín: pequeña, en referencia al representante más pequeño de Floridatragulinae.